# Кубок Іспанії з футболу 1957
Кубок Іспанії з футболу 1957 — 55-й розіграш кубкового футбольного турніру в Іспанії. Титул здобула Барселона. 

## Календар
| Раунд      | Дата                                             | Матчі | Клуби  |
| ---------- | ------------------------------------------------ | ----- | ------ |
| 1/8 фіналу | 28 квітня/1 травня/ 5 травня 1957 (перегравання) | 16+1  | 16 → 8 |
| 1/4 фіналу | 12/19 травня 1957                                | 8     | 8 → 4  |
| 1/2 фіналу | 2/9 червня 1957                                  | 4     | 4 → 2  |
| Фінал      | 16 червня 1957                                   | 1     | 2 → 1  |

## 1/8 фіналу
| Команда 1               | Заг. | Команда 2              | 1-й матч | 2-й матч |
| ----------------------- | ---- | ---------------------- | -------- | -------- |
| 28 квітня/1 травня 1957 |      |                        |          |          |
| Лас-Пальмас             | 1:5  | Реал Мадрид            | 1:4      | 0:1      |
| Сельта                  | 1:0  | Кондал                 | 1:0      | 0:0      |
| Атлетіко (Мадрид)       | 3:13 | Барселона              | 2:5      | 1:8      |
| Реал Сарагоса           | 1:1  | Реал Сосьєдад          | 0:0      | 1:1      |
| Валенсія                | 2:1  | Севілья                | 2:0      | 0:1      |
| Реал Хаен               | 0:2  | Депортіво (Ла-Корунья) | 0:1      | 0:1      |
| Еспаньйол               | 3:0  | Атлетік (Більбао)      | 3:0      | 0:0      |
| Осасуна                 | 4:7  | Реал Вальядолід        | 1:1      | 3:6      |

Перегравання
| Команда 1     | Рахунок | Команда 2     |
| ------------- | ------- | ------------- |
| 5 травня 1957 |         |               |
| Реал Сарагоса | 0:1     | Реал Сосьєдад |

## 1/4 фіналу
| Команда 1              | Заг. | Команда 2     | 1-й матч | 2-й матч |
| ---------------------- | ---- | ------------- | -------- | -------- |
| 12/19 травня 1957      |      |               |          |          |
| Реал Мадрид            | 3:8  | Барселона     | 2:2      | 1:6      |
| Депортіво (Ла-Корунья) | 1:7  | Реал Сосьєдад | 0:0      | 1:7      |
| Еспаньйол              | 3:2  | Сельта        | 2:1      | 1:1      |
| Реал Вальядолід        | 1:4  | Валенсія      | 1:1      | 0:3      |

## 1/2 фіналу
| Команда 1       | Заг. | Команда 2 | 1-й матч | 2-й матч |
| --------------- | ---- | --------- | -------- | -------- |
| 2/9 червня 1957 |      |           |          |          |
| Реал Сосьєдад   | 2:10 | Барселона | 1:5      | 1:5      |
| Еспаньйол       | 2:1  | Валенсія  | 1:0      | 1:1      |

## Фінал
| 16 червня 1957 |

| Барселона    | 1:0      | Еспаньйол |
| ------------ | -------- | --------- |
| Сампедро 80' | Протокол |           |

| Монжуїк, Барселона Глядачів: 75 000 Арбітр: Даніель Сарікіегуї |